# A State of Trance 2012
A State of Trance 2012 – dziewiąta kompilacja z serii A State of Trance, holenderskiego DJ-a Armina van Buurena. Premiera odbyła się 19 marca 2012 roku. Wydawcą albumu jest wytwórnia Armada Music.

## Lista utworów

### CD1 - On The Beach
1. Omnia & IRA - The Fusion (Armin Van Buuren’s Intro Edit)
2. VillaNaranjos - Granadella
3. Sunlounger feat. Zara Taylor - Try To Be Love (Roger Shah Naughty Love Mix)
4. The Blizzard - Piercing The Fog
5. Audien - Keep This Memory
6. Alexander Popov - When The Sun (Eximinds Remix)
7. Nash & Pepper - Ushuaia Memories
8. Mike Foyle & ReFeel - Universal Language
9. Tenishia - Always Loved, Never Forgotten (The Day Will Come)
10. Andy Moor feat. Jessica Sweetman - In Your Arms
11. Mark Otten - Hyperfocus (Wezz Devall Remix)
12. Armin van Buuren feat. Ana Criado - Suddenly Summer
13. Alex M.O.R.P.H. & Protoculture - Waking Up The Stars
14. Susana & Max Graham - Down To Nothing (A State Of Trance Edit)
15. Lemon & Einar K - We Are What We Are

### CD2 - In The Club
1. Ashley Wallbridge – Mumbai Traffic (Club Mix - Armin van Buuren’s Intro Edit)
2. W&W – Invasion [ASOT 550 Anthem] (Club Mix)
3. Alexander Popov - Attractive Force
4. Ørjan Nilsen – Amsterdam
5. James Dymond - Overthrow (Protoculture Remix)
6. Abstract Vision & Elite Electronic - Kinetic
7. Armin van Buuren pres. Gaia - J’ai Envie De Toi
8. Abstract Vision & Elite Electronic - Blossom
9. Wiegel Meirmans Snitker - Nova Zembla (Armin van Buuren Remix)
10. Andrew Rayel - 550 Senta (Aether Mix)
11. Ralphie B - Icarus
12. MaRLo - Megalodon
13. Armin van Buuren & Ørjan Nilsen – Belter
14. Gareth Emery feat. Christina Novelli - Concrete Angel (John O’Callaghan Remix)
15. Paul van Dyk feat. Ummet Ozcan - Dae Yor
16. John O’Callaghan & Heatbeat - Las Lilas
17. Aly & Fila vs. Jwaydan - Coming Home